# Codonanthe caribaea
Codonanthe caribaea är en tvåhjärtbladig växtart som beskrevs av Ignatz Urban. Codonanthe caribaea ingår i släktet Codonanthe och familjen Gesneriaceae. Inga underarter finns listade i Catalogue of Life.